# 安定隙蛛
安定隙蛛（学名：Coelotes insidiosus）为暗蛛科隙蛛属的动物。分布于日本、朝鲜、俄罗斯以及中国大陆的辽宁等地，常见于草丛以及落叶层。该物种的模式产地在日本。